# Aguas del Padre
Aguas del Padre är en ort i Honduras.   Den ligger i departementet Departamento de Comayagua, i den västra delen av landet, 90 km nordväst om huvudstaden Tegucigalpa. Antalet invånare är 1 104.